# William McGonagall
William Topaz McGonagall (Edimburgo, marzo 1825 – Edimburgo, 29 settembre 1902) è stato un poeta scozzese.
I suoi versi involontariamente burleschi gli hanno procurato la fama di peggior poeta al mondo. La sua produzione, che consta di circa 200 componimenti, include The Tay Bridge Disaster (1879), fra le più note poesie dell'autore e considerata fra le più brutte mai scritte. Nonostante le numerose critiche ricevute, McGonagall si è però sempre reputato il più grande poeta di tutti i tempi.
Il semplice stile poetico di William McGonagall, incentrato perlopiù su ballate narrative e versi dedicati a grandi eventi e tragedie di attualità, è stato fortemente criticato per l'uso maldestro della metrica, delle rime, e delle metafore, il vocabolario debole e l'incapacità di scandire correttamente i versi dei suoi componimenti: fattori che secondo molti contribuirebbero a rendere la sua poesia involontariamente umoristica e a renderlo più un comico da music-hall che un poeta. Secondo Tim Parks, la sua stilistica "somiglia a una debole traduzione di una guida turistica in rima".
Oggi McGonagall viene considerato una personalità di culto, ha ispirato opere letterarie e cinematografiche, e viene considerato da alcuni un anticipatore della performance art.

## Biografia

### La gioventù
Le origini di William McGonagall sono incerte. Si presume sia nato a Edimburgo, da genitori di origini irlandesi, nel mese di marzo del 1825. Tuttavia, sebbene lo stesso futuro poeta affermasse di essere nato nel 1825, si contraddiceva asserendo anche di essere nato nel 1830 e un censimento del 1841 afferma che a quella data egli avesse 15 anni ma che la sua nascita fosse avvenuta in Irlanda. Qualcuno sostiene che McGonagall abbia falsificato i suoi documenti, in quanto la Poor Law emanata nel 1845 avrebbe concesso agli oriundi della Scozia maggiori privilegi rispetto a coloro che provenivano dall'Irlanda.
Seguendo le orme del padre, McGonagall si trasferì a Dundee all'età di 11 anni lavorando come apprendista tessitore. Nel 1846 sposò Jean King con cui ebbe cinque figli e due figlie. Nonostante la rivoluzione industriale avesse progressivamente resa obsoleta la manodopera tessile, McGonagall riuscì comunque a ottenere buoni ricavi di vendite per molti anni fino al 1870. Prima di dedicarsi a tempo pieno alla poesia, egli si appassionò alla recitazione. Durante uno spettacolo teatrale, durante il quale impersonava il protagonista del Macbeth di William Shakespeare, fu protagonista di un insolito siparietto: l'opera si sarebbe infatti dovuta concludere con la morte di Macbeth, ma McGonagall pensò che l’attore che interpretava MacDuff potesse oscurarlo e si rifiutò di morire.

### La vocazione poetica
Nel 1877, all'età di 47 anni, affermò di aver scoperto la sua vocazione poetica dopo che gli "sembrò di provare uno strano tipo di sentimento sovrastarlo per circa cinque minuti. Una fiamma, come diceva Lord Byron, sembrava accendersi intorno a me insieme a un forte desiderio di scrivere poesie." Il suo primo poema," An Address to the Rev. George Gilfillan, mostra i tratti distintivi che avrebbero più avanti caratterizzato il suo stile. Il testo recita:
He is the greatest preacher I did ever hear or see.

He is a man of genius bright,

And in him his congregation does delight,

Because they find him to be honest and plain,

Affable in temper, and seldom known to complain.

He preaches in a plain straightforward way,

The people flock to hear him night and day,

And hundreds from the doors are often turn'd away,

Because he is the greatest preacher of the present day.»
è il più grande predicatore che ho mai visto o sentito.

È un uomo di brillante ingegno,

e in lui si delizia la sua congregazione,

perché lo considerano onesto e semplice,

di indole affabile e raramente udito lamentarsi.

Predica in modo chiaro e diretto,

la gente accorre per udirlo notte e giorno,

e centinaia sono spesso lasciati fuori dalle porte,

perché è il più grande predicatore dei nostri giorni.»

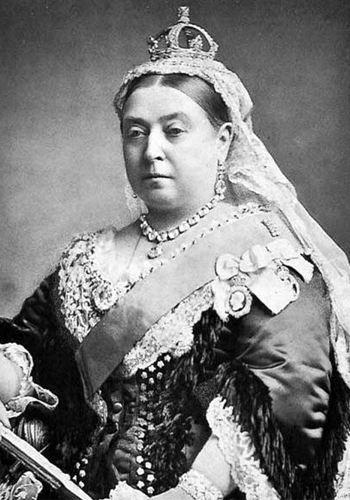
La Regina Vittoria

In seguito agli apprezzamenti di Gilfillan, che commentò ammirabilmente che "Shakespeare non ha mai scritto niente del genere", McGonagall pensò che se avesse avuto successo come poeta sarebbe potuto diventare un poeta di corte e onorato dalla Regina Vittoria. Dopo aver inviato alla monarca un componimento dedicato a un vicario locale, ricevette una lettera di rifiuto da parte di un funzionario reale che lo ringraziò comunque per il suo interesse. McGonagall prese però questa cortesia come una lode per il suo lavoro. Durante un viaggio a Dunfermline nel 1879, fu deriso dal capo dei Templari, il quale gli disse che la sua poesia era pessima. Il poeta rispose all'uomo che "il suo gesto fu così grave che Sua Maestà avrebbe ringraziato (McGonagall) per ciò che (il Capo Templare) aveva condannato".
Visto che la lettera del funzionario diede a McGonagall fiducia nelle sue doti poetiche, egli sentì che la sua reputazione poteva essere ulteriormente migliorata se si fosse esibito dal vivo al cospetto della Regina. Nel mese di luglio del 1878, camminò da Dundee a Balmoral lungo una distanza di circa 97 chilometri, su un terreno montuoso e attraversando un violento temporale al fine di esibirsi al cospetto della sovrana. Quando arrivò, si annunciò come "Il poeta della regina" ma le guardie gli impedirono di entrare nella dimora reale e fu costretto a tornare a casa. Successivamente proseguì la scrittura di opere poetiche che inviò ad alcuni giornali locali, ottenendo qualche riconoscimento minore.

### The Tay Bridge Disaster, la notorietà e i primi riscontri
All'inverno del 1879 risale The Tay Bridge Disaster, dedicata allo storico disastro ferroviario del Tay Bridge e considerata oggi una delle peggiori poesie di sempre. Comincia così:
Alas! I am very sorry to say

That ninety lives have been taken away

On the last Sabbath day of 1879,

Which will be remember’d for a very long time.»
Ahimè! Di riferire sono spiacente

Che sono state stroncate novanta esistenze

Nell'ultimo giorno di sabato del 1879

Che sarà ricordato per lunghissimo tempo.»
Nel 1880, salpò per Londra in cerca di fortuna. Sette anni più tardi fece un nuovo viaggio a New York, senza però riscontrare alcun successo in nessuna delle due circostanze.
Nel 1883 celebrò l'apertura ufficiale dell'Università di Dundee con il poema The Inauguration of University College Dundee che recita:
And to Miss Baxter give great praise;

Rejoice and sing and dance with glee,

Because she has founded a college in Bonnie Dundee.»
E Miss Baxter lodano molto;

Rallegrati, canta e balla con gioia,

Perché ha fondato un college a Bonnie Dundee.»

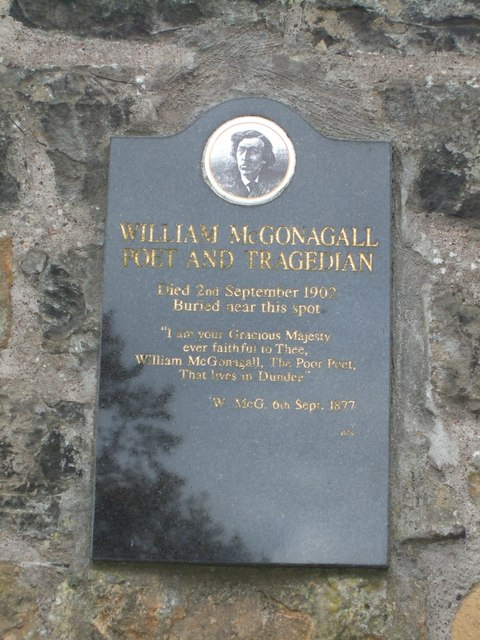
Tomba di McGonagall presso il Greyfriars Kirkyard di Edimburgo

McGonagall cadde in miseria guadagnandosi da vivere vendendo le sue poesie nelle strade o recitandole in luoghi pubblici, e fu più volte costretto a chiedere il sostegno economico dei suoi amici. Trovò un lavoro in pianta stabile presso un circo di Dundee recitando le sue poesie mentre alla folla era permesso di colpirlo con uova, farina, aringhe, patate e pane raffermo. McGonagall sembrò felice di questo accordo, ma gli spettacoli divennero così turbolenti che i magistrati della città furono costretti a metterli al bando. McGonagall fu indignato e scrisse un poema in segno di protesta contro i magistrati intitolato Lines in Protest to the Dundee Magistrates. L'unico componimento che gli venne commissionato in tutta la sua vita fu Ode to Sunlight Soap, richiestogli da un'azienda di saponi a fini pubblicitari. Si impegnò anche a incitare le persone a non darsi all'alcool, recitando poesie e tenendo discorsi edificanti nei pub e nei bar. I suoi componimenti divennero popolari e la gente di Dundee era solita sostenere che McGonagall fosse "talmente bravo da non poter fare a meno di ingannare il genio". In un'occasione, tuttavia, fu insultato dal pubblico e bersagliato di piselli per aver recitato un poema sui mali delle "bevande forti". Nonostante le numerose critiche rivoltegli, McGonagall non mostrò mai alcun riconoscimento o preoccupazione per le opinioni negative sul suo lavoro e si considerò sempre un genio.
McGonagall sembrò ignaro dell'opinione generale sulle sue poesie, anche quando il suo pubblico lo bersagliò con uova e verdure. L'autore Norman Watson ipotizza nella sua biografia del poeta che la sua totale indifferenza verso ogni critica potrebbe essere dovuta a una possibile sindrome di Asperger. Christopher Hart, scrivendo sul Sunday Times, ha dichiarato che ciò è "probabile".

### Gli ultimi anni e la morte

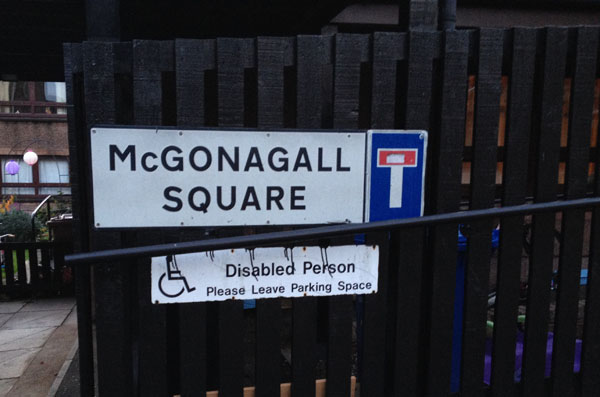
Insegna di McGonagall Square, a Dundee

Nel 1890, McGonagall fu nuovamente in difficoltà economiche. Per aiutarlo, i suoi amici finanziarono la pubblicazione di una raccolta di opere intitolata, Poetic Gems. Il ricavato fornì a McGonagall abbastanza denaro da permettergli di mantenersi a lungo. Nel 1893, fu infastidito dai suoi maltrattamenti nelle strade e scrisse un poema in cui minacciava di abbandonare Dundee. Un giornale ironizzò sul fatto che probabilmente sarebbe rimasto per un altro anno dopo aver realizzato che "Dundee fa rima con 1893". Nel 1894, lui e sua moglie furono costretti a trasferirsi a Perth dove ricevette la carica di Gran Cavaliere del Sacro Ordine dell'Elefante Bianco da parte del re birmano Thibaw Min. Nonostante questa fosse palesemente una burla, McGonagall si definì da quel momento "Sir William Topaz McGonagall, Cavaliere dell'elefante bianco di Birmania". Un anno più tardi McGonagall si trasferì a Edimburgo. Qui il poeta incontrò un certo successo, diventando una figura di culto ricercato, per un breve periodo, dall'alta borghesia che finse ammirazione per i suoi componimenti. Nel 1900, ormai vecchio e troppo cagionevole per camminare per le strade vendendo le sue poesie, fu sostenuto economicamente dalle donazioni degli amici.
Morì poverissimo nel 1902 e fu sepolto nel cimitero Greyfriars Kirkyard di Edimburgo.
Nel mese di marzo del 2008, una raccolta di 35 poesie di McGonagall è stata venduta all'asta per 6600 sterline inglesi.

## Nella cultura di massa
- A lui è stato dedicato il film Il grande McGonagall (1974) con Spike Milligan e Peter Sellers.[37]
- La rivista statunitense The Atlantic ha dedicato al poeta un breve documentario intitolato Worst Poet Ever.[38]
- Il personaggio potteriano di Minerva McGonagall (conosciuta in italia come Minerva McGranitt) prende il cognome dal poeta di Dundee.[9] L'autrice, J. K. Rowling, ha dichiarato di essere stata divertita dall'idea di accostare il nome della dea romana della saggezza, Minerva, al cognome del peggior poeta che la letteratura britannica ricordi.[39]

## Opere
Con la sola eccezione di Poetic Gems, tutte le raccolte di poesie di McGonagall sono state pubblicate postume.
- Poetic Gems – 1890
- More Poetic Gems – 1962
- Last Poetic Gems – 1968
- Still More Poetic Gems – 1980
- Yet More Poetic Gems – 1980
- Further Poetic Gems – 1980
- Yet Further Poetic Gems – 1980
- William McGonagall Collected Poems – 2006